# Isola di Mouro
L'isola di Mouro è una piccola isola che sorge nel mar Cantabrico di fronte alla penisola della Magdalena all'ingresso della baia di Santander nella Spagna settentrionale.
La sola struttura dell'isola è un faro del XIX secolo. Sino al 1921 il faro era abitato da due guardiani, ma oggi è automatizzato.
L'isola costituisce un habitat importante per gli uccelli marini ed è divenuta, a partire dal 2014, una zona di protezione speciale.